# محرك الإدارة من إنتل

حلقات الامتيازات لهندسة إكس 86. يتم تصنيف محرك الإدارةبشكل عام على أنه حلقة −3، أسفل وضع إدارة النظام (الحلقة −2) والمشرف الافتراضي (الحلقة −1)، وكلها تعمل على مستوى امتياز أعلى من النواة (الحلقة 0).

محرك الإدارة من إنتل (بالإنجليزية: Intel Management Engine (ME))، المعروف أيضًا باسم محرك إدارة إنتل، هو نظام فرعي مستقل تم دمجه في جميع شرائح معالجات إنتل تقريبًا منذ عام 2008. يقع في مركز وحدة التحكم بالمنصة ‏ في اللوحات الأم الحديثة من إنتل.
يعمل محرك إدارة إنتل دائمًا طالما أن اللوحة الأم تتلقى الطاقة، حتى عندما يتم إيقاف تشغيل الكمبيوتر. يمكن التخفيف من حدة هذه المشكلة من خلال نشر جهاز قادر على فصل جميع الاتصالات بالطاقة الرئيسية بالإضافة إلى جميع أشكال تخزين الطاقة الداخلية. أعربت مؤسسة الحدود الإلكترونية وبعض الباحثين في مجال الأمن عن قلقهم من أن يكون محرك الإدارة بمثابة باب خلفي.
لقد قامت شركة إي إم دي، المنافس الرئيسي لشركة إنتل، بدمج تقنية إي إم دي الآمنة المكافئة (والتي كانت تسمى سابقًا معالج أمان المنصة) في جميع وحدات المعالجة المركزية التي أنتجتها بعد عام 2013 تقريبًا.

## الفرق عن إنتل تكنولوجيا الإدارة النشطة
غالبًا ما يتم الخلط بين محرك الإدارة وتقنية تقنية الإدارة النشطة من إنتل (تقنية إدارة إنتل النشطة). يتم تشغيل تكنولوجيا الإدارة النشطة على محرك الإدارة، ولكنه متاح فقط على المعالجات التي تحتوي على في برو. تتيح تكنولوجيا الإدارة النشطة لأصحاب الأجهزة إدارة أجهزة الكمبيوتر الخاصة بهم عن بعد، مثل تشغيلها أو إيقاف تشغيلها، وإعادة تثبيت نظام التشغيل.
مع ذلك، تم دمج وحدة المعالجة المركزية (محرك الإدارة) نفسها في جميع شرائح إنتل منذ عام 2008، وليس فقط تلك المزودة بتقنية تكنولوجيا الإدارة النشطة. مع أنه يمكن للمالك إلغاء تفعيل تكنولوجيا الإدارة النشطة، لا توجد طريقة رسمية موثقة لتعطيل وحدة المعالجة المركزية.

## التصميم
يتكون النظام الفرعي في المقام الأول من البرامج الثابتة الملكية التي تعمل على معالج دقيق منفصل يقوم بأداء المهام أثناء بدء التشغيل، أثناء تشغيل الكمبيوتر، وأثناء نومه. طالما تم تزويد الشريحة أو النظام على رقاقة بالطاقة (عبر البطارية أو مصدر الطاقة)، فإنها تستمر في العمل حتى عندما يتم إيقاف تشغيل النظام. تدعي شركة إنتل أن محرك الإدارةمطلوب لتوفير الأداء الكامل. إن آلية عملها الدقيقة غير موثقة إلى حد كبير ويتم إخفاء الكود الخاص بها باستخدام جداول هوفمان السرية المخزنة مباشرة في الأجهزة، وبالتالي فإن البرامج الثابتة لا تحتوي على المعلومات اللازمة لفك تشفير محتوياتها.

### المعدات
البدء معي 11 (تم تقديمه في وحدات المعالجة المركزية سكاي ليك)، وهو يعتمد على وحدة المعالجة المركزية إنتل كوارك [الإنجليزية] إكس 86 المستندة إلى 32 بت ويعمل بنظام التشغيل مينيكس 3 [الإنجليزية]. يتم تخزين البرامج الثابتة لمحرك الإدارة في قسم من فلاش واجهة الطرفيات المتسلسلة بايوس، باستخدام نظام الملفات فلاش المدمج (EFFS). كانت الإصدارات السابقة تعتمد على نواة آرك، مع تشغيل محرك الإدارة لنظام ثريد إكس [الإنجليزية] نظام تشغيل في الزمن الحقيقي. استخدمت الإصدارات من 1.إكس إلى 5.إكس من محرك الإدارة أركتانجنت-إيه 4 (تعليمات 32 بت فقط) بينما استخدمت الإصدارات من 6.إكس إلى 8.إكس إيه آر كومباكت الأحدث (هندسة مجموعة تعليمات مختلطة 32 بت و 16 بت). بدءًا من محرك الإدارة7.1، أصبح معالج آرك قادرًا أيضًا على تنفيذ تطبيقات جافا الموقعة.
يتمتع محرك الإدارةبعنوان MAC وعنوان IP خاص به لواجهة الإدارة خارج النطاق ‏، مع إمكانية الوصول المباشر إلى وحدة التحكم في إيثرنت؛ يتم تحويل جزء من حركة مرور إيثرنت إلى محرك الإدارةحتى قبل الوصول إلى نظام التشغيل المضيف، وهو ما يدعمه العديد من وحدات التحكم في إيثرنت، ويتم تصديره وجعله قابلاً للتكوين عبر بروتوكول نقل مكونات الإدارة ‏ (MCTP). يتواصل محرك الإدارةأيضًا مع المضيف عبر واجهة بي سي آي. في نظام لينكس، يتم إجراء الاتصال بين المضيف ومحرك الإدارةعبر/dev/mei أو/dev/mei0.
حتى إصدار معالجات نيهالم، كان يتم عادةً تضمين محرك الإدارةفي الجسر الشمالي ‏ للوحة الأم، وفقًا لتخطيط مركز وحدة التحكم في الذاكرة [الإنجليزية] (MCH). مع معماريات إنتل الأحدث (سلسلة إنتل 5 ‏ وما بعدها)، تم دمج محرك الإدارةفي مركز وحدة التحكم في المنصة ‏ (PCH).

### البرمجيات الثابتة
وفقًا لمصطلحات إنتل الحالية اعتبارًا من عام 2017، فإن محرك الإدارةهي واحدة من عدة مجموعات برامج ثابتة لمحرك الأمان والإدارة المتقارب. قبل إصدار تكنولوجيا الإدارة النشطة 11، كان يُطلق على محرك الأمان والإدارة المتقارب اسم ملحق بايوس لمحرك إدارة إنتل (إنتل MEBx).
- محرك الإدارة (ME) – شرائح رئيسية[21]
- خدمات منصة الخادم (SPS) – شرائح الخادم والأنظمة على رقاقة[21][22][23]
- محرك التنفيذ الموثوق (TXE) – الجهاز اللوحي/المدمج/منخفض الطاقة[24][25]

وقد وجد أيضًا أن إصدار البرامج الثابتة محرك الإدارة11 يعمل بنظام مينيكس 3. يتم إدارة وحدات محرك الإدارةللتجهيز داخل واجهة البرنامج الثابت الممتد عبر أداة تسمى إنتل فلاش للصور (FITC).

#### الوحدات النمطية
- تكنولوجيا الإدارة النشطة (AMT)[2]
- حماية التمهيد من إنتل (IBG)[27] والتمهيد الآمن[25]
- تقنية النظام الهادئ (QST)، المعروفة سابقًا باسم التحكم المتقدم في سرعة المروحة (AFSC)، والتي توفر الدعم للتحكم في سرعة المروحة المحسّنة صوتيًا، ومراقبة أجهزة استشعار درجة الحرارة والجهد والتيار وسرعة المروحة المتوفرة في مجموعة الشرائح ووحدة المعالجة المركزية والأجهزة الأخرى الموجودة على اللوحة الأم. تم توثيق الاتصال بنظام البرامج الثابتة QST وإتاحته من خلال مجموعة تطوير البرامج الرسمية (SDK).[28]
- مسار الصوت والفيديو المحمي، يفرض إتش دي سي بي [الإنجليزية][29][30]
- تقنية إنتل لمكافحة السرقة (AT)، تم إيقافها في عام 2015[11][31]
- التسلسل عبر الشبكة المحلية (SOL)[32]
- تقنية الثقة في منصة إنتل (PTT)، وهي وحدة منصة موثوقة (TPM) تعتمد على البرامج الثابتة[27][33]
- اتصال قريب المدى، وهو برنامج وسيط لقارئات الاتصالات قريبة المدى والبائعين للوصول إلى بطاقات الاتصالات قريبة المدى وتوفير وصول آمن للعناصر، وهو موجود في إصدارات إم إي آي الأحدث.[34]

## الثغرات الأمنية
لقد تم العثور على العديد من نقاط الضعف في محرك الإدارة. في 1 مايو 2017، أكدت شركة إنتل وجود خطأ في رفع الامتيازات عن بعد (إس إيه-00075) في تقنية الإدارة الخاصة بها. تحتوي كل منصة إنتل المزودة بمعيار إدارة إنتل أو تكنولوجيا الإدارة النشطة أو تكنولوجيا الأعمال الصغيرة، من نيهالم في عام 2008 إلى بحيرة كابي في عام 2017، على ثغرة أمنية يمكن استغلالها عن بعد في محرك الإدارة. تم العثور على عدة طرق لتعطيل محرك الإدارةدون إذن والتي قد تسمح بتخريب وظائف محرك الإدارة. تم تأكيد وجود ثغرات أمنية رئيسية إضافية في محرك الإدارةتؤثر على عدد كبير جدًا من أجهزة الكمبيوتر التي تتضمن برامج محرك الإدارةومحرك التنفيذ الموثوق (TXE) وخدمات منصة الخادم (SPS)، من سكاي ليك في عام 2015 إلى بحيرة القهوة ‏ في عام 2017، من قبل إنتل في 20 نوفمبر 2017 (إس إيه-00086). على عكس إس إيه-00075، فإن هذا الخطأ موجود حتى في حالة غياب تكنولوجيا الإدارة النشطة، أو عدم توفيره أو في حالة «تعطيل» محرك الإدارةبواسطة أي من الطرق غير الرسمية المعروفة. في يوليو 2018، تم الكشف عن مجموعة أخرى من الثغرات الأمنية (إس إيه-00112). في سبتمبر 2018، تم نشر ثغرة أمنية أخرى (إس إيه-00125).

### حلقات − 3 الجذور الخفية
خاتم تم عرض روتكيت −3 بواسطة مختبر الأشياء غير المرئية لمجموعة شرائح كيو 35؛ ولا يعمل مع مجموعة شرائح Q45 الأحدث حيث نفذت إنتل حماية إضافية. تم تنفيذ الاستغلال من خلال إعادة تعيين منطقة الذاكرة المحمية عادةً (أعلى 16) (ميغا بايت من ذاكرة الوصول العشوائي) مخصصة لمحرك الإدارة. يمكن تثبيت محرك الإدارةروتكيت بغض النظر عما إذا كان تكنولوجيا الإدارة النشطة موجودًا أو ممكّنًا على النظام، حيث تحتوي مجموعة الشرائح دائمًا على المعالج المساعد آرك محرك الإدارة. (تم اختيار تسمية «−3» لأن المعالج المساعد محرك الإدارةيعمل حتى عندما يكون النظام في حالة S3. وبالتالي، تم اعتباره طبقة أسفل أدوات الجذر الخاصة بوضع إدارة النظام.) بالنسبة لمجموعة شرائح كيو 35 المعرضة للخطر، قام باتريك ستيوين بإظهار أداة الجذر القائمة على مسجل ضغطات المفاتيح محرك الإدارة.

### التزويد بدون لمس
أظهر تقييم أمني آخر أجراه فاسيليوس فيرفيريس نقاط ضعف خطيرة في تنفيذ شريحة جي إم 45. على وجه الخصوص، انتقدت تكنولوجيا الإدارة النشطة لنقل كلمات المرور غير المشفرة في وضع التزويد إس إم بي عند استخدام ميزات إعادة التوجيه آي دي إي والتسلسل عبر الشبكة المحلية. ووجدت أيضًا أن وضع التزويد «بدون لمس» (ZTC) لا يزال ممكّنًا حتى عندما يبدو أن تكنولوجيا الإدارة النشطة معطل في بايوس. مقابل حوالي 60 يورو، اشترت شركة فيرفيريس من جودادي شهادة مقبولة بواسطة البرامج الثابتة محرك الإدارةوتسمح بالتجهيز عن بعد ‏ «بدون لمس ‏» للأجهزة (ربما دون علمها)، والتي تبث حزم هيلو الخاصة بها إلى خوادم التكوين المحتملة.

### إس إيه-00075 (المعروف باسم سايلنت بوب هو سايلنت)
في مايو 2017، أكدت شركة إنتل أن العديد من أجهزة الكمبيوتر التي تعمل بنظام تكنولوجيا الإدارة النشطة تعاني من ثغرة تصعيد الامتيازات الحرجة غير المرقعة (CVE-2017-5689). أطلق الباحثون الذين أبلغوا شركة إنتل عن هذه الثغرة الأمنية على هذه الثغرة اسم (بالإنجليزية: Silent Bob is Silent). يؤثر هذا على العديد من أجهزة الكمبيوتر المحمولة وأجهزة الكمبيوتر المكتبية والخوادم التي تبيعها شركة ديل وفوجيتسو وهيوليت-باكارد (التي أصبحت فيما بعد مؤسسة هيوليت باكارد وشركة إتش بي) وإنتل ولينوفو وربما شركات أخرى. وزعم الباحثون أن هذا الخلل يؤثر على الأنظمة المصنعة في عام 2010 أو بعده. وزعمت تقارير أخرى أن هذا الخطأ يؤثر أيضًا على الأنظمة التي تم تصنيعها منذ عام 2008. تم وصف الثغرة الأمنية على أنها تمنح المهاجمين عن بعد ما يلي:
«تحكم كامل بالأجهزة المتأثرة، بما في ذلك القدرة على قراءة وتعديل كل شيء. يمكن استخدامه لتثبيت برامج ضارة دائمة (ربما في البرامج الثابتة)، وقراءة وتعديل أي بيانات.»— تاتو يلونين، ssh.com

### بلاتينيوم
في يونيو 2017، أصبحت مجموعة الجرائم الإلكترونية بلاتينيوم معروفة باستغلال قدرات التسلسل عبر الشبكة المحلية الخاصة بتكنولوجيا الإدارة النشطة لاستخراج بيانات من المستندات المسروقة. يتم تعطيل التسلسل عبر الشبكة المحلية بشكل افتراضي ويجب تمكينه لاستغلال هذه الثغرة الأمنية.

### إس إيه-00086
بعد بضعة أشهر من الأخطاء السابقة، والتحذيرات اللاحقة من مؤسسة التخوم الإلكترونية، ادعت شركة الأمن التقنيات الإيجابية أنها طورت استغلالًا فعالًا. في 20 نوفمبر 2017، أكدت شركة إنتل اكتشاف عدد من العيوب الخطيرة في برامج إدارة المحرك (الرئيسية)، ومحرك التنفيذ الموثوق (الأجهزة اللوحية/المحمولة)، وخدمات منصة الخادم (الخوادم عالية الأداء)، وأصدرت تحديثًا هامًا للبرنامج الثابت. في الأساس، وجد أن كل جهاز كمبيوتر يعتمد على معالجات إنتل خلال السنوات القليلة الماضية، بما في ذلك معظم أجهزة الكمبيوتر المكتبية والخوادم، معرض لخطر اختراق أمنه، على الرغم من عدم معرفة جميع طرق الاستغلال المحتملة بالكامل. ليس من الممكن تصحيح المشكلات من نظام التشغيل، ويتطلب الأمر تحديث البرامج الثابتة (واجهة البرنامج الثابت الممتد، بايوس) للوحة الأم، وهو ما كان من المتوقع أن يستغرق بعض الوقت بالنسبة للعديد من الشركات المصنعة الفردية لإنجازه، إذا حدث ذلك على الإطلاق بالنسبة للعديد من الأنظمة.

#### الأنظمة المتأثرة
المنظمة:
- إنتل أتوم – عائلة سي 3000
- إنتل أتوم – سلسلة بحيرة أبولو إي 3900
- إنتل سيليرون – سلسلة إن وجيه
- نواة إنتل (آي 3، آي 5، آي 7، آي 9) – الجيل الأول، الثاني، الثالث، الرابع، الخامس، السادس، السابع، والثامن
- إنتل بنتيوم – بحيرة أبولو
- إنتل زيون – عائلة منتجات إي 3-1200 في 5 وفي 6
- إنتل زيون – عائلة قابلة للتطوير
- إنتل زيون – عائلة دبليو

#### التخفيف
لا يوجد أي من الطرق غير الرسمية المعروفة لتعطيل محرك الإدارةلمنع استغلال الثغرة الأمنية. يجب تحديث البرنامج الثابت من قبل البائع. ومع ذلك، لاحظ أولئك الذين اكتشفوا الثغرة أن تحديثات البرامج الثابتة ليست فعالة بالكامل أيضًا، حيث يمكن للمهاجم الذي لديه حق الوصول إلى منطقة البرامج الثابتة محرك الإدارةببساطة تحديث إصدار قديم ضعيف ثم استغلال الخلل.

### إس إيه-00112
في يوليو 2018، أعلنت شركة إنتل اكتشاف ثلاث ثغرات أمنية (CVE-2018-3628, CVE-2018-3629, CVE-2018-3632)، وأنّ تحديثًا لبرامج محرك الأمان والإدارة المتقارب الثابتة ضروري. وأشارت إنتل إلى عدم وجود تحديث لمعالجات كور من الجيل الثالث أو الإصدارات الأقدم، على الرغم من تأثر شرائح أو مجموعات شرائحها القديمة، مثل إنتل كور 2 ديو فبرو وإنتل سنترينو 2 في برو. ومع ذلك، يجب تفعيل إنتل تكنولوجيا الإدارة النشطة وتجهيزه لضمان وجود هذه الثغرة.

## ادعاءات بأن محرك الإدارةهو باب خلفي
اتهم النقاد مثل مؤسسة الحدود الإلكترونية (EFF)، ومطوري ليبر بوت، وخبير الأمن داميان زاميت، برنامج محرك الإدارةبأنه باب خلفي ويشكل مصدر قلق للخصوصية. ويؤكد زاميت أن محرك الإدارةلديه إمكانية الوصول الكامل إلى الذاكرة (دون أن يكون لدى أنوية وحدة المعالجة المركزية التي يتحكم فيها المالك أي معرفة)، ولديه إمكانية الوصول الكامل إلى مجموعة TCP/IP ويمكنه إرسال واستقبال حزم الشبكة بشكل مستقل عن نظام التشغيل، وبالتالي تجاوز جدار الحماية الخاص به.
ردت إنتل قائلةً: «إنتل لا تضع ثغرات أمنية في منتجاتها، ولا تمنحها منتجاتنا التحكم أو الوصول إلى أنظمة الحوسبة دون إذن صريح من المستخدم النهائي.» و«إنتل لا تُصمم ولن تُصمم ثغرات أمنية للوصول إلى منتجاتها. التقارير الأخيرة التي تزعم خلاف ذلك مُضللة وكاذبة تمامًا. إنتل لا تُشارك في أي جهود تُقلل من أمان تقنياتها.»

## تعطيل محرك الإدارة
من غير الممكن عادةً للمستخدم النهائي تعطيل محرك الإدارةولا توجد طريقة مدعومة رسميًا لتعطيله، ولكن تم اكتشاف بعض الطرق غير الموثقة للقيام بذلك. تم تصميم بنية أمان محرك الإدارةلمنع التعطيل. تعتبر شركة إنتل تعطيل محرك الإدارةبمثابة ثغرة أمنية، حيث يمكن للبرامج الضارة إساءة استخدامه لجعل الكمبيوتر يفقد بعض الوظائف التي يتوقعها المستخدم النموذجي، مثل القدرة على تشغيل الوسائط باستخدام إدارة الحقوق الرقمية، وبشكل خاص وسائط إدارة الحقوق الرقمية التي تستخدم إتش دي سي بي [الإنجليزية]. من ناحية أخرى، من الممكن أيضًا أن يستخدم الجهات الخبيثة برنامج محرك الإدارةلاختراق النظام عن بُعد.
بالمعنى الدقيق للكلمة، لا يمكن لأي من الطرق المعروفة تعطيل محرك الإدارةبشكل كامل، نظرًا لأنه مطلوب لتشغيل وحدة المعالجة المركزية الرئيسية. إن الطرق المعروفة حاليًا تجعل محرك الإدارةيدخل في حالات غير طبيعية بعد فترة وجيزة من بدء التشغيل، حيث يبدو أنه لا يحتوي على أي وظيفة عمل. لا يزال محرك الإدارةمتصلاً فعليًا بالنظام ويستمر المعالج الدقيق الخاص به في تنفيذ التعليمات البرمجية.[بحاجة لمصدر] تقوم بعض الشركات المصنعة مثل بيورزم وسيستم76 بتعطيل محرك إدارة إنتل.

### أساليب غير موثقة

#### تحييد البرمجيات الثابتة
في عام 2016، وجد مشروع me_cleaner أن عملية التحقق من سلامة محرك الإدارةمعطلة. من المفترض أن يكتشف محرك الإدارةأنه تم العبث به، وإذا كان الأمر كذلك، فيجب إيقاف تشغيل الكمبيوتر قسراً بعد 30 دقيقة من بدء تشغيل النظام. يمنع هذا النظام المخترق من التشغيل دون اكتشافه، ولكنه يسمح للمالك بإصلاح المشكلة عن طريق تثبيت إصدار صالح من البرامج الثابتة محرك الإدارةخلال فترة السماح. وكما اكتشف المشروع، فمن خلال إجراء تغييرات غير مصرح بها على البرامج الثابتة الخاصة بمحرك الإدارة، كان من الممكن إجبارها على الدخول في حالة خطأ غير طبيعية تمنع تشغيل عملية إيقاف التشغيل حتى لو تم استبدال أجزاء كبيرة من البرامج الثابتة وبالتالي أصبحت غير قابلة للتشغيل.

#### وضع «منصة الضمان العالي»
في أغسطس 2017، نشرت شركة التقنيات الإيجابية (ديمتري سكلياروف ‏) طريقة لتعطيل محرك الإدارةعبر وضع مدمج غير موثق ‏. كما أكدت شركة إنتل أن محرك الإدارةيحتوي على مفتاح لتمكين السلطات الحكومية مثل وكالة الأمن القومي من جعل محرك الإدارةينتقل إلى وضع منصة الضمان العالي (HAP) بعد التمهيد. يقوم هذا الوضع بتعطيل معظم وظائف محرك الإدارة، وكان من المفترض أن يكون متاحًا فقط في الأجهزة المنتجة لمشترين محددين مثل حكومة الولايات المتحدة؛ ومع ذلك، يمكن جعل معظم الأجهزة المباعة في سوق التجزئة قادرة على تنشيط التبديل. تم دمج معالجة بت منصة الضمان العالي بسرعة في مشروع me_cleaner.

### الإعاقة الطبية التجارية
منذ أواخر عام 2017، أعلن العديد من بائعي أجهزة الكمبيوتر المحمولة عن نيتهم في شحن أجهزة الكمبيوتر المحمولة مع تعطيل إنتل محرك الإدارةأو السماح للمستخدمين النهائيين بتعطيله يدويًا:
- قامت شركة ميني فري المحدودة بتزويد أجهزة الكمبيوتر المحمولة المجهزة مسبقًا بليبر بوت بمعالج إنتل محرك الإدارةغير الموجود أو المعطل منذ عام 2015 على الأقل.[84][85][86]
- كانت بيورزم قد تقدمت في السابق بطلب إلى إنتل لبيع المعالجات بدون محرك الإدارة، أو إصدار الكود المصدري الخاص بها، ووصفته بأنه «تهديد لحقوق المستخدمين الرقمية».[87] في مارس 2017، أعلنت شركة بيورزم أنها نجحت في تحييد محرك الإدارةعن طريق محو غالبية كود محرك الإدارةمن ذاكرة الفلاش.[88] وأعلنت أيضًا في أكتوبر 2017[89] أن الدفعات الجديدة من خط ليبريم [الإنجليزية] لأجهزة الكمبيوتر المحمولة التي تعمل بنظام بيور أو إس سيتم شحنها مع محرك الإدارةمحايدًا، بالإضافة إلى تعطيل معظم عمليات محرك الإدارةعبر بت منصة الضمان العالي. تم أيضًا الإعلان عن تحديثات لأجهزة الكمبيوتر المحمولة ليبريم الحالية.
- في شهر نوفمبر، أعلنت شركة سيستم76 عن خطتها لتعطيل محرك الإدارةعلى أجهزتها الجديدة والحديثة التي تأتي مع بوب! أو إس عبر بت منصة الضمان العالي.[90]
- في شهر ديسمبر، بدأت شركة ديل في عرض بعض أجهزة الكمبيوتر المحمولة على موقعها الإلكتروني والتي تقدم خيار «إدارة الأنظمة» «إنتل في برو - محرك الإدارةغير قابل للتشغيل، طلب مخصص» مقابل رسوم إضافية. ولم تعلن شركة ديل أو تشرح علنًا الأساليب المستخدمة. ردًا على طلبات الصحافة، ذكرت شركة ديل أن هذه الأنظمة كانت معروضة منذ فترة طويلة، ولكن ليس لعامة الناس، وقد وجدت طريقها إلى الموقع الإلكتروني عن طريق الخطأ فقط.[91] تتوفر أجهزة الكمبيوتر المحمولة فقط عن طريق الطلب المخصص وللوكالات العسكرية والحكومية والاستخباراتية فقط.[92] تم تصميمها خصيصًا للعمليات السرية، مثل توفير حقيبة قوية للغاية ومفتاح إيقاف تشغيل وضع التشغيل «التخفي» الذي يعطل الشاشة وأضواء إل إي دي ومكبر الصوت والمروحة وأي تقنية لاسلكية.[93]
- في مارس 2018، أعلنت شركة كمبيوتر توكسيدو  [لغات أخرى]‏، وهي شركة ألمانية متخصصة في أجهزة الكمبيوتر التي تعمل بنظام التشغيل القائم على نواة لينكس، عن خيار في بايوس الخاص بنظامها لتعطيل محرك الإدارة.[94]

### الفعالية ضد نقاط الضعف
لم يثبت أي من الطريقتين اللتين تم اكتشافهما لتعطيل محرك الإدارةحتى الآن أنه إجراء فعال ضد ثغرة إس إيه-00086. وذلك لأن الثغرة موجودة في وحدة محرك الإدارةمحملة مبكرًا وهي ضرورية لتشغيل وحدة المعالجة المركزية الرئيسية.[بحاجة لمصدر]

## ردود الفعل

### من جوجل
اعتبارًا من عام 2017، كانت جوجل تحاول إزالة البرامج الثابتة الملكية من خوادمها ووجدت أن محرك الإدارة كان عقبة أمام ذلك.

### من قبل بائعي معالجات إي إم دي
لم يثبت أن أيًا من الطريقتين اللتين تم اكتشافهما لتعطيل محرك الإدارةحتى الآن كانتا بمثابة إجراء فعال ضد ثغرة إس إيه-00086. يرجع السبب في ذلك إلى أن الثغرة الأمنية موجودة في وحدة محرك الإدارةالمحملة مبكرًا والتي تعد ضرورية لتشغيل وحدة المعالجة المركزية الرئيسية.[بحاجة لمصدر]

## وصلات خارجية
- أداة اكتشاف إصدار محرك إدارة وأمان إنتل® المتقارب (إنتل® CSMEVDT) (أداة اكتشاف الثغرات الأمنية إنتل-إس إيه-00086) من مركز تنزيل إنتل
- خلف كواليس محرك الأمان والإدارة من إنتل – عرض تقديمي قدمه باحثو الأمن في شركة إنتل في مؤتمر Black Hat USA 2019